# 三枝夕夏
三枝 夕夏（英表記：U-ka saegusa、さえぐさ ゆうか、1980年6月9日 - ）は、日本の元女性歌手、元作詞家。バンド・三枝夕夏 IN dbの元メンバー。血液型はA型。

## 概要
愛知県名古屋市出身。父親はボイストレーナーをしており、母親が好んで聞いていたザ・ビーチ・ボーイズの曲を幼少期から口ずさんでいたことから、幼い頃から音楽に囲まれて育った。中学時代にはフォークソング部に所属していた。
大学中退後、タレント・歌手になることを夢見て上京し、2001年からビーイングが制作する音楽情報番組「メッチャE!」のナビゲーター「おへそガールズ」の1人としてAIKA名義でタレント活動を行っていた。その後一旦地元の名古屋に帰ったが歌手活動を諦めきれず、大阪で本格的なボーカルレッスンを始める。
自身のデモテープが音楽プロデューサー長戸大幸の目に止まり、GIZA studio及び音楽事務所Adingに所属することになる。2002年、21歳で「db(デシベル)」を結成し、当初はソロとして活動を開始。「三枝夕夏 IN db」として「Whenever I think of you」でデビュー。
2003年10月29日にリリースされた6枚目シングル「君と約束した優しいあの場所まで」から、「三枝夕夏 IN db」は4人編成のバンドとして活動を開始。 「ミュージックステーション」、「ポップジャム」、「COUNT DOWN TV」などの音楽番組に出演。2005年6月には愛知県警察中警察署の一日警察署長を務めた。
2009年、メンバーと話し合って9月に解散を決める。
2010年、ファイナルライブツアー前には、デビュー当時からお世話になったFM AICHI、CBCラジオ、東海ラジオなどの地元名古屋のラジオ局を訪問し、最後のベスト・アルバム「U-ka saegusa IN db Final Best」のCDと手作りのチョコレート菓子を関係者にプレゼントして挨拶に回った。2010年1月のファイナルライブツアーの東名阪ツアーをもって三枝夕夏 IN dbとしての活動を終了。三枝はアーティストを辞めるが、他のメンバーは音楽活動を継続することを発表した。
2015年、アーティストを辞めて6年ぶりとなるhills パン工場のライブ「hillsパン工場presents THURSDAY LIVE SPECIAL ROCK NIGHT～車谷な夜～」（2015年9月13日）への出演をブログにて発表したが、ライブ自体が急遽中止となり、出演は見送りとなった。

## 人物
作詞をする時はかならず手書きで書く。また小学校5年生から書き綴ってきた日記帳を時々開く。
好きな動物はイルカ、猫、猿、トイプードル（愛犬にトイプードルを3匹飼っていて、名前は「チョコ」、「マロン」、「パン」）、ライオン。
好きな食べ物は納豆、白米、焼き肉、ラーメン、担々麺、チョコレート、アイスクリーム、せんべい、味噌煮込みうどんや味噌カツ、ひつまぶしなどの名古屋めし、カレーうどん、マンゴー、イチゴ、みかん、味噌汁の具、豆腐、サンマ、イクラ、めんたいこ、ハンバーグ、トムヤンクン、キムチ、パイナップル。
好きなミュージシャンにジェニファー・ロペス、クリスティーナ・アギレラ、ルーシー・ウッドワード、ミシェル・ブランチ、アヴリル・ラヴィーン、マドンナなど挙げていた。またグリーン・デイやシンプル・プラン や、両親の影響で1960年代～1970年代の洋楽も好きで、hills パン工場などのライブなどでザ・ビーチ・ボーイズやローリング・ストーンズやキンクスなどの曲をカバーして歌っていた事もある。
ファッションはTシャツ・タンクトップ、ジーンズ姿などが多い。好きなファッション・ブランドにD&Gやサーフ系ファッションにハマって、ロキシー、アディダス、トミーガール、MOUSSY、Billabongなどのブランドを好んでおり、高校時代にはお気に入りのブランドTシャツを部屋に飾っていた事もあると言う。
衣装でおへそが見える処まで着丈部分を切り取ったシャツを着る事がある。『君と約束した優しいあの場所まで』でのPV撮影の時、発注したシャツのサイズが少し長く合わなかった為、自分でおへそが見える処までハサミで切って着てみたところ、気に入って着ているとのこと。
好きな季節は夏。
身長156cm（Music Freak Magazineより）。
お菓子作りと料理が得意。日本テレビ系列の『MusiG』にゲスト出演した時、お菓子作りが得意だと言い、山口智充が扮する「MCグーチー」の為に、手作りのチョコレート菓子を用意し山口に食べさせていた。
ことわざを覚えるのが好きで、よくことわざ辞典を見てると言う。数字の暗記も好きで電話番号や誕生日など覚えるのが好きだと言う。また携帯電話の自分の番号の末尾はかならず奇数だと言う。
手と声フェチだと言い、好みの男性の手として綺麗過ぎず、少しゴツっとして血管が浮き出た手が好みだと答えている。声は低くダラっとした男性の声が好みだと答えている。
歌手当時、体力作りの為に、ジムに通ったり、車ではなく自転車に乗ったり、エレベーターではなく階段を使ったりしていた。また、『音楽戦士 MUSIC FIGHTER』に出演した時、メンバーで『ビリーズブートキャンプ』をするのが流行っていると語っている。

## エピソード
名古屋出身なので、イントネーションなどで名古屋弁の訛りがライブなどで時々出てしまう事がたまにあるのだと言う。歌手の時、大阪を拠点に活動していたのでバンドメンバーを含め周りは関西の人が多く、イントネーションが分からず、合ってるのか合ってないのか誰にも分からないと答えている。『君の愛に包まれて痛い』の収録曲に『へこんだ気持ち 溶かすキミ』の名古屋弁バージョンがあるが、これはその事をメンバーで話していたら「それが逆に面白いんじゃないの？」という話になって名古屋弁バージョンを出したもので、三枝がいざ名古屋弁バージョンを作ろうとした時、実際、名古屋弁についてよく分からない事も多かったので、名古屋の実家に連絡し、名古屋弁について色々教えてもらい、標準語の歌詞から名古屋弁に直すのが難しかったと言う。
同じ愛知県出身の女優松本美奈子とは東京でタレント活動をし始めた頃からの友人で、演劇のレッスンで悩んでいた時に、松本美奈子の自宅で演技のアドバイスをしてもらった事がある。
同所属事務所の先輩に当たるZARDの坂井泉水とは何度か会った事があり、緊張していた三枝に坂井の方から話しかけてくれたり、三枝がライブの直前にステージに出る瞬間に、坂井が三枝に気を遣って遠くから“頑張って”の合図を送ってくれた事があり、また音楽葬『ZARD/坂井泉水さんを偲ぶ会』にも参列した。

## 楽曲制作
シンガーソングライターとしての活動も行っている。シングル曲「いつも心に太陽を」（2004年）を皮切りに、「もう自分が自分に嘘をつかないように」「Fall in Love」「太陽」「夏のフォトグラフ」「君の中に僕の居場所を探したい」「愛言葉」「Honey」（2006年）「雲に乗って」（2007年）などの作品を発表している。

## 未発表曲
| タイトル        | 備考 |
| --------------- | --- |
| Strenge Weather | 2000年に公表された渋谷109のタイアップ曲。MFTVの「BOOMs」内で3週に渡りPVのショートサイズと撮影風景が放送され、おヘソGIRLS AIKAとしてのデビューシングル予定楽曲であると紹介されていたが、後の番組ではこの話は一切触れられることなく、発売中止になったものと思われる。 |

## 作詞提供作品
| アーティスト | タイトル                         | 作曲者            | 編曲者   |
| 岩田さゆり   | 空飛ぶあの白い雲のように         | 大野愛果          | 徳永暁人 |
| JEWELRY      | ココロが止まらない               | 大野愛果          | 小澤正澄 |
| JEWELRY      | Stop the music, give me a chance | 小澤正澄          | 小澤正澄 |
| JEWELRY      | 胸いっぱいのこの愛を 誰より君に  | 大野愛果          | 小澤正澄 |
| JEWELRY      | 戸惑う 恋ゴコロ                  | 山田祐樹          | 小澤正澄 |
| JEWELRY      | Delight Sweet Life               | 村田浩一 加藤功美 | 小澤正澄 |
| JEWELRY      | I believe                        | 宝仙明伽音        | 小澤正澄 |
| JEWELRY      | 白のファンタジー                 | 大野愛果          | 池田大介 |
| JEWELRY      | 忘れないで                       | 大野愛果          | 小澤正澄 |
| WAG          | 吹きすさぶ風の中で               | 徳永暁人          | 徳永暁人 |